# Петров, Дмитрий Владимирович (журналист)
Дмитрий Владимирович Петро́в (род. 8 марта 1975 года, Отрадный) — российский телеведущий, журналист и корреспондент. Ведущий программы «Вести» на телеканале «Россия-1»[уточнить], специальный корреспондент и политический обозреватель ВГТРК[уточнить].

## Биография
Родился 8 марта 1975 года в Отрадном.
С 1992 года Дмитрий Петров окончил школу гимназии "Образовательный центр «Гармония».
С 2000 по 2002 года работал корреспондентом, ведущим Самарского телерадиокомпаний «Терра».
С июня 2002 по мая 2024 года работал корреспондентом и обозревателям ВГТРК на телеканале РТР, Россия и Россия-1 в программе «Вести».
В 2005—2006 годах и с 2024 года ведёт выпуски программы «Вести».
18 ноября 2021 года в Московском конкурсе по инициативе главы Минобороны России наградил победителей всероссийского фестиваля прессы «Медиа-АС».

## Личная жизнь
Женат, двое детей.

## Награды
- Благодарность Правительства Российской Федерации (31 марта 2009 года) — за активное участие в освещении деятельности Председателя Правительства Российской Федерации[2]